# Lidiya Zablotskaya
Lydia Aleksandrovna Zablotskaya es una cantante bielorrusa.

## Biografía
Lydia Zablotskaya nació en Mogilev, Bielorrusia el 15 de enero de 1998. Comenzó a estudiar música a los 4 años. Ganó el título de "La Voz de Oro" en el concurso de los niños "un pequeño y encantador", que interpretó una canción por "1.000 años".

## Eventos
Más tarde participó en varios concursos musicales nacionales e internacionales:
- Festival Internacional "Zyamlya almohadilla belymі krylamі" 2011 (ganador del I grado, la canción "papá compró un auto" y "Acordaos de las personas")
- Festival Internacional "Golden Bee" en 2011 (título II grado)
- Concurso Abierto de Young Pop Song "Maladzichok" 2011 (2 º lugar)
- Concurso Nacional junior "Canción de Eurovisión-2010" (4 º lugar, la canción "Hello")
- "Jóvenes Talentos de Belarús" (la canción "Buslov lyatsyats a Bielorrusia" y "Acordaos de las personas")

## Eurovisión 2011
A sus 13 años Lidia se convirtió en la participante de mayor edad en la selección nacional para el Festival de Eurovisión Junior 2011 en Bielorrusia. Ganó el derecho de representar a Bielorrusia en el Festival de Eurovisión Junior 2011 con la canción "Angely dobra". Quedó en 3ª posición.